# Bolzano Bellunese
Pour les articles homonymes, voir Bolzano (homonymie).
Bolzano Bellunese est un hameau (ou frazione) de la commune de Belluno dans la province de Belluno dans la région de Vénétie en Italie. Sa population s'élevait à 700 habitants au-delà de 2011.

## Images

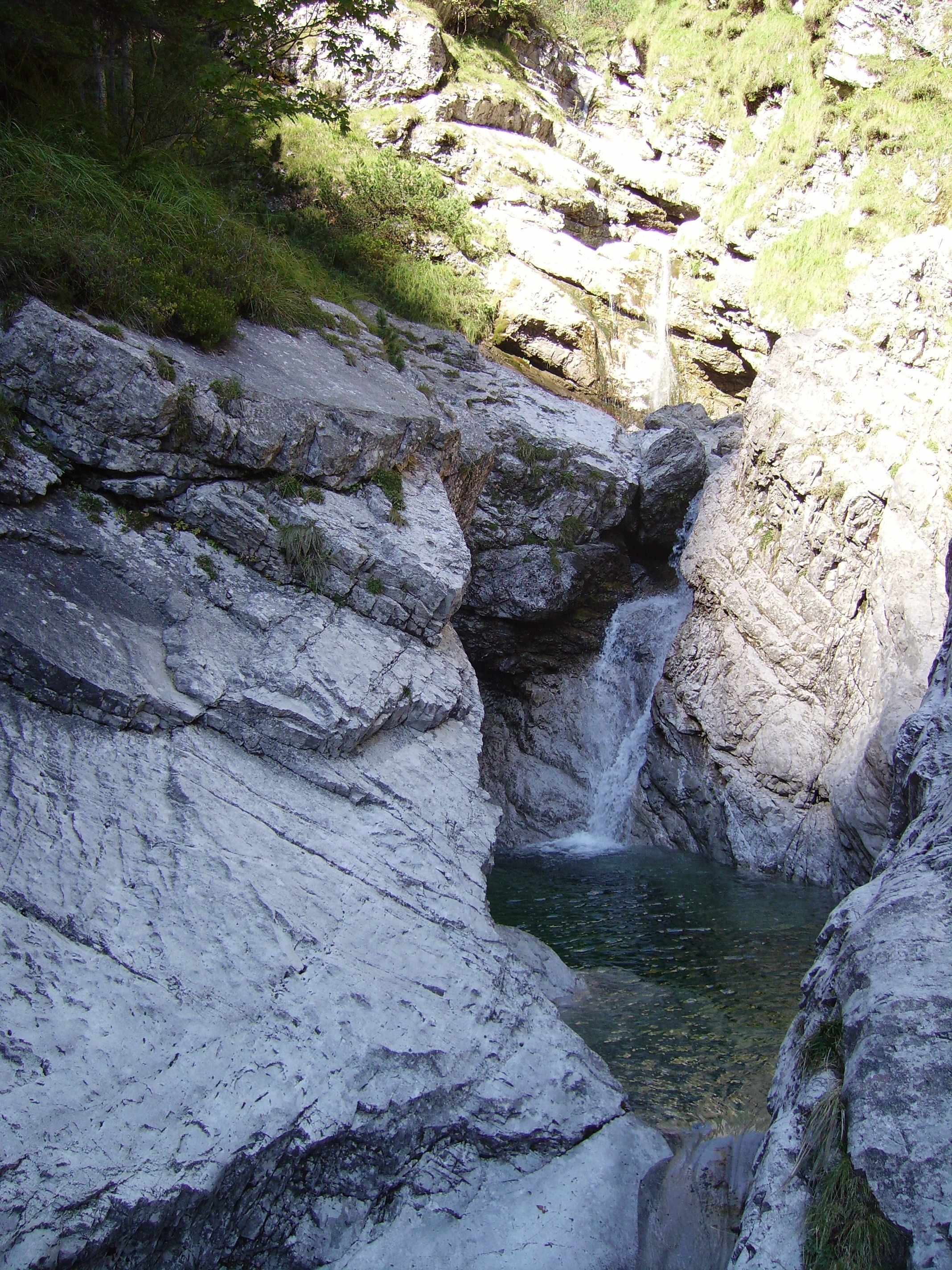
Les gorges d'Ardo entre le Rifugio 7º Alpini et Bolzano Bellunese.